# إنجيبورغ تولديرلاند
آنا إنجيبورغ كارولين تولديرلاند (بالدنماركية: Ingeborg Tolderlund) (المكناة قبل الزواج بلقب مولر) (1848-1935) هي ناشطة دانماركية في مجال حقوق المرأة ومنادية بحق الاقتراع. أسست في عام 1906 نيابة عن جمعية المرأة الدانماركية فرعاً محلياً في موطنها الأصلي ثيستد في شمال جوتلاند وترأسته حتى عام 1927. ويذكر لها أيضاً دعمها لرابطة ثيستد الموسيقية والتي قادتها لما يزيد على 20 عامًا.

## حياتها المبكرة وعائلتها
ولدت آن في 21 كانون الثاني عام 1848 في نيكوبينج فالستر، وهي ابنة لورينتز كونراد مولر (1807-1866) وجوانا ماري إليزابيث شرادر (ولدت في عام 1812). انتقلت في عمر الرابعة مع أهلها وأختها الأصغر إلى كوبنهاجن حيث ترعرعت في بيئة ميسورة غنية بالاتصالات السياسية والثقافية. وفي عام 1874 تزوجت ابن عمها الطبيب لورينتز كونراد مولر وانتقلت معه إلى ثيستد. تزوجت بعد وفاته المبكرة طبيباً آخر يدعى يوليوس كريستوفر توديرلاند.

## حياتها الشخصية
كرست آن طاقتها إلى النشاطات السياسية والثقافية بدلا من تكريسها لتربية الأولاد، لتدعو الشخصيات الهامة إلى منزلها وتعقد فيه الحفلات والاجتماعات. واهتمت اهتماماً خاصاً في تحرير المرأة، محاضرةً عن النساء الدانماركيات الشهيرات مثل ليونورا كريستينا. ساعدت في عام 1901 بتأسيس الرابطة الموسيقية المحلية وترأستها منذ عام 1907 لمدة عشرين عامًا تلتها تقريباً؛ وعملت أقصى مافي وسعها بصفتها عازفة بيانو بارعة لدعوة أبرز العازفين وأحيانا عزفت معهم كمرافقة.
بدأ اهتمامها بالحركة النسائية قبل نهاية القرن، وفي عام 1906 أسست فرعاً محلياً لجمعية المرأة الدانماركية في ثيستيد، جاعلة من أولوياتها حقوق النساء في الاقتراع وأهليتها للانتخاب. وكانت منذ عام 1909 عضو في مجلس جمعية المرأة ذاتها، لتساعد في تأسيس فروع إضافية في شمال جوتلاند. وعندما أعطيت المرأة الدنماركية حق الاقتراع زرعت ما يدعى سنديانة النساء في سجورينج فولد في غرب المدينة. كانت عضو في الرابطة الانتخابية المحافظة وكانت مرشحة لانتخابات عام 1918ولكنها لم تنجح.
توفيت آن في ثيستد يوم 17 كانون الثاني عام 1935. ودفنت في سوندري كيركيجارد في ثيستد.